# Die Eskorte (Comic)
Die Eskorte (französischer Originaltitel: L'escorte) ist ein Comicband aus der Lucky-Luke-Reihe, der von Morris gezeichnet und von René Goscinny getextet wurde.
Nach der Zählung des Ehapa-Verlages (beziehungsweise zu Beginn: des Delta-Verlages aus Ehapa und Dargaud) ist dieser Band der 44. der Reihe. Zuvor wurde der Comic schon bei Kauka und Yps als Fortsetzungsgeschichte oder auch in Zack beim Koralle-Verlag veröffentlicht, jedoch erhielt der Comic damals teilweise andere Namen.
Ursprünglich wurde der Comic 1964 und 1965 im belgisch-französischen Comicmagazin Spirou und 1966 als 28. Band von Dupuis in Belgien veröffentlicht.
Für die Lucky-Luke-Zeichentrickserie wurde dieser Band verfilmt.

## Inhalt
Billy the Kid (bekannt aus dem gleichnamigen Album) muss von seinem Gefängnis in Texas zu einem Gericht in New Mexico eskortiert werden und Lucky Luke wird vom Gefängnisdirektor gebeten, diese Aufgabe zu übernehmen. Nachdem Billy am Anfang nur recht aussichtslose Fluchtversuche unternimmt, tut er sich recht bald im Örtchen Gun Gulch mit dem Kriminellen Bert Malloy zusammen, dem er einen Anteil an seiner nicht vorhandenen Beute verspricht. Die beiden versuchen Lucky Luke zu überwältigen, was ihnen allerdings wieder nicht gelingt. In Bronco Pueblo (dem Ort, in dem das Gericht steht) sperrt Lucky Luke Billy ins Gefängnis, dieser kann sich aber befreien und versucht Lucky Luke umzulegen, was durch ein Missgeschick Bert Malloys verhindert wird. Bei der Gerichtsverhandlung wird Billy the Kid zu einer marginalen Geldstrafe wegen ignoranten Abstellens seines Pferdes (Falschparken) verurteilt. Malloy übernimmt die Zahlung und rastet aus, als er erfährt, dass die Beute, von der Billy erzählt hatte nicht existiert. Danach wird er zu einer hohen Gefängnisstrafe verurteilt. Bei der Überführung der beiden zurück ins Gefängnis hat Lucky Luke keine Probleme, weil sie sich nun so verachten, dass sie die Fluchtversuche des jeweils anderen vereiteln.

## Charaktere
Billy the Kid: Einer der furchteinflößendsten Banditen des Westens, trotz seines kindischen Benehmens.
Bert Malloy: Bandit, den Billy im Gefängnis kennenlernt und der sich mit ihm verbündet, um einen Teil von Billys (nicht vorhandenem) „Vorrat“ zu bekommen.
Matthew Bulbous, Bürgermeister der Stadt Bulbous